# Moiron (ruisseau)
Pour les articles homonymes, voir Moiron (homonymie).
Le Moiron est un ruisseau du sud de la France qui coule en région Nouvelle-Aquitaine, dans les départements de la Dordogne et de la Gironde. C'est un sous-affluent de la Dordogne par le Seignal.

## Étymologie
Il ne s'agit pas du Moron (affluent de la Dordogne) mais du Moiron, qui tient son origine au XVIIIe siècle d'une bâtisse qui aurait donné son nom au bourg construit autour et au ruisseau qui la traverse[réf. nécessaire].
Le nom du cours d'eau se retrouve dans celui de l'ancienne commune de Saint-Avit-du-Moiron, fusionnée avec celle de Saint-Nazaire en 1973 pour former celle de Saint-Avit-Saint-Nazaire.

## Géographie
Le Moiron prend sa source vers 100 mètres d'altitude sur la commune de Saussignac en Dordogne, à moins d'un kilomètre au sud-sud-est du bourg, au nord du lieu-dit les Cavailles. 
Il n'arrose aucun village important, passant à moins d'un kilomètre des bourgs de Saussignac et de Saint-Avit-Saint-Nazaire.
Il conflue avec le Seignal en rive droite, à 16 mètres d'altitude, quelques centaines de mètres à l'ouest du bourg de Saint-Avit-Saint-Nazaire, dans le département de la Gironde, au nord-est du lieu-dit Labrau.
En plusieurs endroits, son cours sert de limite aux communes qu'il arrose, notamment sur un tronçon d'environ trois kilomètres et demi où il sépare Gardonne au nord de Gageac-et-Rouillac, Saussignac et Razac-de-Saussignac, au sud.
Sa longueur est de 14,1 km pour un bassin versant de 29 km2.

### Affluents
Parmi les cinq affluents du Moiron répertoriés par le Sandre, le principal est, en rive gauche, le ruisseau des Gouttes, également appelé le Marmant, un ruisseau long de 6,7 km.

### Départements et communes traversés
Le parcours du Moiron s'effectue dans les départements de la Dordogne et de la Gironde, en région Nouvelle-Aquitaine. Il arrose cinq communes,, soit d'amont vers l'aval :
- Dordogne
  - Saussignac (source), Gageac-et-Rouillac, Gardonne, Razac-de-Saussignac
- Gironde
  - Saint-Avit-Saint-Nazaire (confluence)

## Monuments ou sites remarquables à proximité
- Le château de Saussignac du XVIIe siècle[4].
- Le temple protestant des Briands à Saint-Avit-Saint-Nazaire.